# العلاقات الموزمبيقية النيجيرية
العلاقات الموزمبيقية النيجيرية هي العلاقات الثنائية التي تجمع بين موزمبيق ونيجيريا.

## مقارنة بين البلدين
هذه مقارنة عامة ومرجعية للدولتين:
| وجه المقارنة                                              | موزمبيق          | نيجيريا                     |
| --------------------------------------------------------- | ---------------- | --------------------------- |
| المساحة (كم2)                                             | 801.59 ألف       | 923.77 ألف                  |
| عدد السكان (نسمة)                                         | 29.67 مليون      | 190.89 مليون                |
| الكثافة السكانية (ن./كم²)                                 | 37.01            | 206.64                      |
| العاصمة                                                   | مابوتو           | أبوجا، لاغوس                |
| اللغة الرسمية                                             | اللغة البرتغالية | لغة إنجليزية، اللغة اليوربا |
| العملة                                                    | متكال موزمبيقي   | نيرة نيجيرية                |
| الناتج المحلي الإجمالي (بليون دولار)                      | 12.33 مليار      | 375.77 مليار                |
| الناتج المحلي الإجمالي (تعادل القوة الشرائية) بليون دولار | 33.35 مليار      | 1.09 تريليون                |
| الناتج المحلي الإجمالي الاسمي للفرد دولار أمريكي          | 529              | 2.64 ألف                    |
| الناتج المحلي الإجمالي للفرد دولار أمريكي                 | 1.13 ألف         | 5.91 ألف                    |
| مؤشر التنمية البشرية                                      | 0.416            | 0.514                       |
| رمز المكالمات الدولي                                      | +258             | +234                        |
| رمز الإنترنت                                              | .mz              | .ng                         |
| المنطقة الزمنية                                           | ت ع م+02:00      | ت ع م+01:00                 |

## مدن متوأمة
في ما يلي قائمة باتفاقيات التوأمة بين مدن موزمبيقية ونيجيرية:
- ترتبط مابوتو مع لاغوس باتفاقية توأمة منذ 1999.

## منظمات دولية مشتركة
يشترك البلدان في عضوية مجموعة من المنظمات الدولية، منها:
| علم المنظمة | اسم المنظمة                                 | تاريخ انضمام موزمبيق | تاريخ انضمام نيجيريا |
| ----------- | ------------------------------------------- | -------------------- | -------------------- |
|             | منظمة التجارة العالمية                      | ?                    | ?                    |
|             | الاتحاد الأفريقي                            | ?                    | ?                    |
|             | الأمم المتحدة                               | 16 سبتمبر 1975       | 7 أكتوبر 1960        |
|             | مجموعة دول أفريقيا والكاريبي والمحيط الهادئ | ?                    | ?                    |
|             | الاتحاد الدولي للاتصالات                    | 4 نوفمبر 1975        | 11 أبريل 1961        |
|             | منظمة التعاون الإسلامي                      | ?                    | ?                    |
|             | يونسكو                                      | 11 أكتوبر 1976       | 14 نوفمبر 1960       |
|             | الاتحاد البريدي العالمي                     | ?                    | ?                    |
|             | مؤسسة التنمية الدولية                       | 24 سبتمبر 1984       | 14 نوفمبر 1961       |
|             | دول الكومنولث                               | 1995                 | ?                    |
|             | منظمة حظر الأسلحة الكيميائية                | ?                    | ?                    |
|             | وكالة ضمان الاستثمار متعدد الأطراف          | 23 نوفمبر 1994       | 12 أبريل 1988        |
|             | منظمة الشرطة الجنائية الدولية               | ?                    | ?                    |
|             | مؤسسة التمويل الدولية                       | 24 سبتمبر 1984       | 30 مارس 1961         |
|             | المنظمة الهيدروغرافية الدولية               | ?                    | ?                    |
|             | البنك الدولي للإنشاء والتعمير               | 24 سبتمبر 1984       | 30 مارس 1961         |
|             | البنك الإفريقي للتنمية                      | ?                    | ?                    |
|             | المركز الدولي لتسوية المنازعات الاستشارية   | 7 يوليو 1995         | 14 أكتوبر 1966       |

## وصلات خارجية
- موقع وزارة الخارجية الموزمبيقية
- موقع وزارة الخارجية النيجيرية